# Sempervivum cantabricum
Sempervivum cantabricum ist eine Pflanzenart aus der Gattung der Hauswurzen (Sempervivum) in der Familie der Dickblattgewächse (Crassulaceae).

## Beschreibung

### Vegetative Merkmale
Sempervivum cantabricum wächst als offene Rosettenpflanze mit einem Durchmesser von 2 bis 5 Zentimeter und bildet kräftige, bis zu 6 Zentimeter lange Ausläufer. Die länglich verkehrt eiförmigen, spärlich bis dicht flaumhaarigen Laubblätter tragen ein aufgesetztes Spitzchen. Sie sind dunkelgrün und besitzen rote Spitzen. Ihre Blattspreite ist 20 bis 35 Millimeter lang und etwa 10 Millimeter breit.

### Generative Merkmale
Der Blütentrieb erreicht eine Länge von bis zu 16 Zentimeter. Der vielblütige Blütenstand besteht aus 15 bis 30 Blüten. Die neun- bis zwölfzähligen Blüten weisen einen Durchmesser von bis zu 1,8 Zentimeter auf. Ihre Kelchblätter sind stumpf. Die roten, rosafarbenen oder weißen Kronblätter weisen eine Länge von 9 bis 10 Millimeter auf und sind etwa 2 Millimeter breit. Die Staubfäden und die Staubbeutel sind rot.

### Genetik
Die Chromosomenzahl beträgt {\displaystyle 2n=72}.

## Systematik und Verbreitung
Sempervivum cantabricum ist im Nordwesten von Spanien verbreitet.
Die Erstbeschreibung durch Josef Anton Huber wurde 1934 veröffentlicht.
Es werden folgende Unterarten unterschieden:
- Sempervivum cantabricum subsp. cantabricum
- Sempervivum cantabricum subsp. guadarramense M.C.Sm.
- Sempervivum cantabricum subsp. urbionense M.C.Sm.

## Nachweise